# جون إتش بارتليت
جون إتش بارتليت (بالإنجليزية: John H. Bartlett)‏ هو محامي ومدرس أمريكي، ولد في 15 مارس 1869 في Sunapee, New Hampshire ‏ في الولايات المتحدة، وتوفي في 19 مارس 1952 في بورتسموث في الولايات المتحدة.